# Жиров Сергій Вікторович
Сергій Вікторович Жиров (15 серпня 1986, Артемівськ — 12 березня 2022) — лейтенант Збройних Сил України, учасник російсько-української війни, що загинув у ході російського вторгнення в Україну в 2022 році.

## Життєпис
Народився у 1986 році в м. Бахмуті (на той час м. Артемівську). 
Був професійним військовим. З початку російсько-української війни брав участь у відбитті збройної агресії Росії. 
Загинув 12 березня 2022 року в бою з ворогом. Похований у Дніпропетровській області.

## Нагороди
- Орден Богдана Хмельницького III ступеня (2022, посмертно) — за особисту мужність і самовіддані дії, виявлені у захисті державного суверенітету та територіальної цілісності України, вірність військовій присязі[3].